# 陶照
陶照（1468年—1534年），字時明，號一庵子，浙江嘉興府秀水縣人，軍籍，明朝政治人物。

## 生平
弘治二年（1489年）己酉科浙江鄉試第五十二名舉人。弘治三年（1490年）聯捷庚戌科三甲第二百零二名進士。始拜工部都水司主事，以母忧归。起改刑部，录囚苏松。升刑部员外郎，十五年（1502年）二月出为广东按察司佥事。丁父忧，正德三年（1508年）服阕，起补湖广佥事，四年九月升江西布政司右参议，五年九月调任四川左参议，以平藍鄢功，授从三品俸，加赐金绮。七年壬申七月以副使备兵威茂，因与參将徐某不和，稱病告归。十三年（1518年）八月復除河南副使，十五年六月升河南右参政，嘉靖二年（1523年）九月升陕西行太仆寺卿，四年三月升云南右布政使，不久升任四川左布政使，以继母忧去職，又二年遭谗言被罢官。嘉靖十三年卒，享年六十七。

## 著作
著有《一菴吟稿》。

## 家族
出身雁湖陶氏。曾祖陶鉦，義民；祖父陶濟民；父陶松，母張氏。重庆下。兄勲；熙；烨；陶煦，同科進士。弟燦、儒、俨、俸、㒄、炜、炼。